# Graf Toren
Graf Toren è un personaggio immaginario che compare nei fumetti pubblicati dalla DC Comics. Graf Toren è un alieno umanoide alto con la pelle arancione-giallastra, la testa calva e uno strano marchio alieno sul volto. Comparve per la prima volta in Guy Gardner n. 11 (agosto 1993), in una storia dal titolo "Yesterday's Sins: Part 1 of 4 - Back in the Days" e fu creato da Chuck Dixon e Joe Staton.

## Biografia del personaggio

### Storia
Graf Toren è un Monaco di Luce Karaziano. È noto che passò la maggior parte della sua vita a combattere contro la "Gilda dei Ragni" dopo che entrarono nel suo settore e successivamente consumarono un intero pianeta. Questa fu la ragione principale del perché indossa il suo Anello del Potere come un ragno indosserebbe una ragnatela.

### Lanterna Verde
La Lanterna Verde nota come Graf Toren entrò nel Corpo in un tempo immemorabile, ma fu catturato mentre investigava su una strana nave spaziale che entrò nei limiti del suo settore, la "Stromar Nebula". Mentre investigava, fu assalito da una creatura chiamata Draal. Fu il loro prigioniero per mesi finché anche Guy Gardner non venne fatto prigioniero. Toren utilizzò la sua abilità di leader per guidare tutte le Lanterne catturate che insieme a Gardner riuscirono a fuggire dai loro catturatori.
Più avanti nella carriera come Lanterna Verde fu salvato da Hal Jordan durante alcune schermaglie di confine nel settore spaziale 2321, al cui punto si coprì che divenne un buon amico della Lanterna Probert. In quella che alcuni considerarono come l'avventura finale, fu chiamato dai Guardiani a difendere Oa dal rinnegato Hal Jordan. Jordan ci impiegò poco a sbarazzarsi di Toren, unì il potere del suo anello a quelli che aveva già, e lo lasciò per morto.
Fu successivamente trovato tra le molte Lanterne fluttuanti nello spazio, e il suo amico Probert costruì per lui una pira funeraria insieme a Guy Gardner e alla Justice League Task Force.

### Ritorno
Graf fu successivamente trovato da Hal Jordan e Guy Gardner sul pianeta Biot, in stato di animazione sospesa con le altre Lanterne Perdute: Ke'Haan, Laira, Kreon, Boodikka, Jack T. Chance ed Honnu. Queste erano le Lanterne che Hal Jordan lasciò per morte durante la saga di "Emerald Twilight". Si pensa che ad un certo punto, i Manhunters, alleatisi con Cyborg, riunirono queste ex Lanterne Verdi, le misero in animazione sospesa, e utilizzarono le loro energie come batterie per creare dei Manhunters più avanzati nel loro settore di appartenenza, il settore proibito 3601.
Quando fu liberato dalla sua condizione di inamovibilità, lui con i suoi colleghi, ingaggiarono una feroce battaglia contro i Manhunters e Hal Jordan. Solo l'intervento di Kreon li fermò dall'ucciderlo. Quando la battaglia fu finita, Toren ritornò su Oa dove di unì al nuovo Corpo delle Lanterne Verdi. Mentre la maggior parte dei suoi compagni delle Lanterne Perdute vedeva Jordan con sospetto ed odio, Graf no, affermando che non doveva "Guardare al passato con rabbia e dolore". Quando le Lanterne Perdute seguirono Hal su Qward, Boodikka accusò Hal di fare parte dei Sinestro Corps. Graf rigettò una tale affermazione dicendo che Hal aveva "Visto la luce" e che non avrebbe "soggetto sé stesso ad altri peccati". Quando il gruppo si fece strada sotto terra, Graf andò con Jordan e Tomar-Tu alla ricerca di John Stewart e Guy Gardner.
Nella battaglia conseguente, Graf soffrì della perdita dei suoi grandi amici He'Kaan e Jack T. Chance.